# Myrmeleon pseudohyalinus
Myrmeleon pseudohyalinus är en insektsart som beskrevs av Hölzel 1972. Myrmeleon pseudohyalinus ingår i släktet Myrmeleon och familjen myrlejonsländor. Inga underarter finns listade i Catalogue of Life.